# Cappella Coloniensis
Cappella Coloniensis (с лат. Кёльнская капелла) — оркестр старинной музыки в Кёльне, старейший барочный оркестр (основан в 1954). В начале 2000-х годов функционировал преимущественно как академический камерный оркестр.

## Краткая характеристика
Оркестр основан в 1954 году при северном филиале Западногерманского радио (Nordwestdeutscher Rundfunk), по инициативе известного аутентиста Августа Венцингера, который был главным дирижёром оркестра в 1954—1958 годах. С 1959 года до конца 1960-х годов оркестр возглавлял Фердинанд Ляйтнер, в 1984—2000 Ганс-Мартин Линде. С 2003 года художественный руководитель оркестра — Бруно Вайль.
С 2004 года Cappella Coloniensis функционировала как независимое юридическое лицо (без участия WDR), со штаб-квартирой в Филармонии г. Эссен
Оркестр активно гастролировал начиная с 1960-х годов в Европе, на Дальнем Востоке, в Северной и Южной Америке. В 1961 году оркестр (под управлением Ф. Ляйтнера) гастролировал в СССР (дал четыре концерта в Ленинграде).
Репертуар оркестра первоначально составляли сочинения эпохи барокко и венской классики. С 1980-х годов — также сочинения эпохи романтизма (в том числе коллектив участвовал в постановках и аудиозаписях опер К. М. фон Вебера, Р. Вагнера, Дж. Россини).